# Onkels lejlighed
Onkels lejlighed (russisk: Дядюшкина квартира, translit.: Djadjusjkina kvartira) er en russisk stumfilm fra 1913 af Pjotr Tjardynin.

## Handling
Koko er en letsindig ung mand, som elsker alle slags fornøjelser og underholdning; han besidder ikke den mindste snert af praktisk sans – hvilket bekymrer hans rare onkel, den godhjertede Ponsoné, som ofte irettesætter nevøen for ikke at kunne finde sig en beskæftigelse og tjene sine egne penge og ikke være afhængig af familiens økonomiske støtte. Koko har en veninde – den charmerende Liletta, en sød og yndefuld skikkelse, men lige så letsindig som ham og åbenlyst uegnet til noget alvorligt arbejde: hun er blot en lorette fra kvarteret Saint-Michel – en uselvisk og loyal ven, men – desværre – også temmelig dyr for vores stakkels Koko, som ofte lider af lommesmerter.
Men skæbnen begynder at smile til ham: han modtager et brev fra sin onkel, der meddeler, at han i en periode forlader Paris, og da lejligheden er lejet på kontrakt for et helt år, tilbyder han sin nevø at bruge boligen i hans fravær. Koko er henrykt: en gratis lejlighed – og ovenikøbet rummelig og elegant, med alle bekvemmeligheder og beliggende i et aristokratisk område. Koko flytter ind og omgives af komfort og endda luksus – men han har ikke en rød øre. Alt er til rådighed, undtagen penge! Hvordan skaffer man denne ynkelige, foragtede mønt? Så får han en genial idé, som viser, at Koko langtfra er så naiv og upraktisk, som hans onkel havde troet: så snart omstændighederne tillader det, træder hans praktiske snilde tydeligt frem – han finder på en opfindsom måde at skaffe penge: han udlejer sin onkels lejlighed. Hvis han udlejer værelserne separat, kan det blive meget indbringende. Han hænger straks et skilt op ved døren: "Møblerede værelser udlejes – billigt". Lejerne dukker op med det samme; ét værelse lejes af en godsejer med datter, ét af en digter fra den moderne skole, og ét af en ældre ungmø.
De bliver alle bekendte med hinanden; digteren forelsker sig i godsejerens datter, den ældre ungmø Zephyrova forelsker sig i digteren Fioletov, godsejerens datter Nyura bliver forelsket i selve Koko, som er villig til at glemme sin Liletta for hendes skyld – og Liletta bliver elsket af selve godsejeren fra Saratov. Der opstår kaos og en række sjove forviklinger ... og til sidst klarlægges det hele, da onkel Ponsoné uventet vender hjem. Da han finder ud af, hvor snedigt nevøen har disponeret over lejligheden, erkender han, at Koko har en “praktisk sans” og giver sin velsignelse til et ægteskab med godsejer Stepnjakovs datter.

## Medvirkende
- Dora Citorena
- Andrej Gromov
- Aleksandr Kheruvimov
- Ivan Mozzjukhin som Coco
- V. Niglov